# Seattle Seahawks
I Seattle Seahawks sono una squadra di football americano della NFL con sede a Seattle, Washington. Competono nella West Division della National Football Conference. La franchigia nacque nel 1976 come expansion team assieme ai Tampa Bay Buccaneers. I Seahawks sono posseduti dal Fondo di Paul Allen, cofondatore di Microsoft. Dal 2002 disputano le loro gare casalinghe al Lumen Field vicino al centro di Seattle, dopo avere giocato in precedenza al Kingdome (1976-1999) e all'Husky Stadium (1994, 2000-2001).
I Seahawks sono l'unica franchigia della NFL localizzata nella regione del nord-ovest degli Stati Uniti e perciò mantengono una legione di tifosi nei vicini stati dell'Oregon, Idaho, Montana, Wyoming e Alaska, oltre che migliaia di tifosi nelle province canadesi della Columbia Britannica e dell'Alberta. I tifosi dei Seahawks sono conosciuti collettivamente come "12th Man" (il dodicesimo uomo) e hanno detenuto il primato mondiale per lo stadio senza copertura più rumoroso del mondo.
I Seahawks hanno vinto undici titoli di division e sono l'unica squadra ad avere disputato sia la finale della AFC che quella della NFC, essendo stati spostati dalla AFC alla NFC durante il riallineamento della lega della stagione 2002.
La squadra ha raggiunto il primo Super Bowl nel 2005, dove venne sconfitta dai Pittsburgh Steelers. Nel 2013 i Seahawks si sono qualificati per il loro secondo Super Bowl, dove hanno battuto i Denver Broncos per 43-8, vincendo il loro primo Lombardi Trophy. L'anno successivo, la squadra è tornata al Super Bowl, perdendo contro i Patriots. I Seahawks sono l'unica squadra nata dopo la fusione tra NFL e AFL del 1970 a essersi qualificata per due Super Bowl consecutivi.
Al 2024, secondo la rivista Forbes, il valore dei Seahawks è di circa 5,45 miliardi di dollari, quindicesimi tra le franchigie della NFL.

## Storia
Il 15 giugno 1972 la Seattle Professional Football Inc., un gruppo di uomini d'affari di Seattle molto influente nella comunità, annunciò la sua intenzione di portare una franchigia NFL a Seattle, WA. Circa due anni dopo, il 4 giugno 1974, l'NFL diede alla città la sua franchigia come team di espansione. Il 5 dicembre 1974 il commissior dell'NFL Commissioner Pete Rozelle annunciò l'accordo ufficiale con Lloyd W. Nordstrom, rappresentare della famiglia Nordstrom, come socio di maggioranza del consorzio. Nordstrom morì per un attacco di cuore prima che i Seahawks giocassero la loro prima partita.
Il 5 marzo 1975 John Thompson, ex direttore esecutivo del consiglio direttivo dell'NFL Management Council ed ex direttore dei Washington Huskies, fu assunto come general manager della squadra, ancora senza nome. Il nome Seattle Seahawks ("Seahawk" significa falco pescatore) fu scelto il 17 giugno 1975 dopo un concorso pubblico che attirò oltre 20.000 voti e 1.700 diversi nomi. Il nome "Seahawks" fu suggerito da Mary Hoolahan di Seattle, WA. Thompson assunse Jack Patera, assistente allenatore dei Minnesota Vikings, come primo capo-allenatore della storia dei Seahawks. Patera fu presentato come nuovo allenatore il 3 gennaio 1976. Il draft di espansione si tenne il 30 e 31 marzo 1976, con Seattle e i Tampa Bay Buccaneers, l'altra nuova franchigia ammessa quell'anno, ad alternarsi nella scelta di giocatori resi disponibili dalle altre 26 squadre della lega. I Seahawks furono premiati con la seconda scelta assoluta del Draft NFL 1976, una scelta che usarono per chiamare il defensive tackle Steve Niehaus. La squadra scese in campo per la prima volta il 1º agosto 1976 in una gara di pre-stagione contro i San Francisco 49ers nell'appena costruito Kingdome.

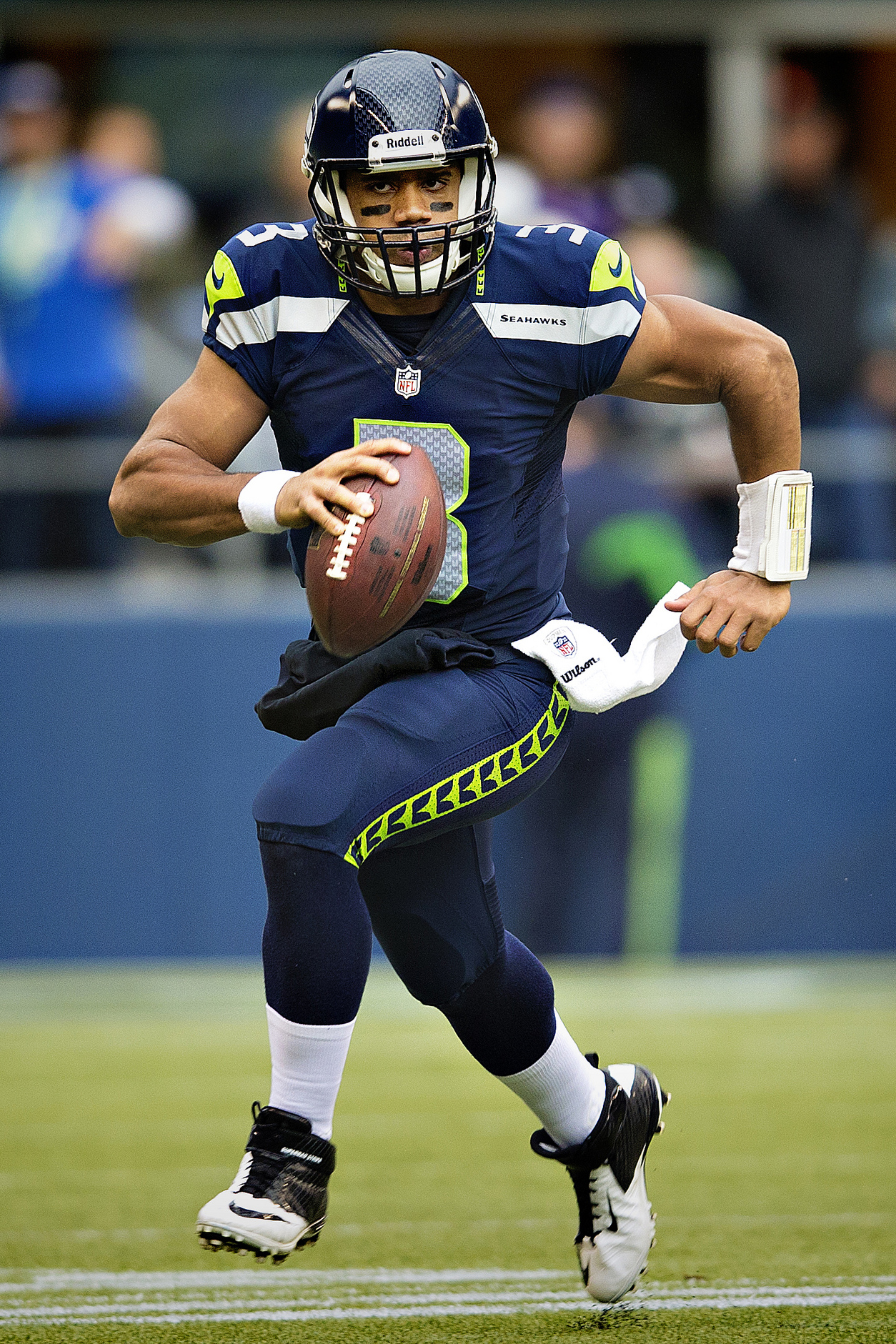
Russell Wilson giunse ai Seahawks 2012.

I Seahawks sono l'unica squadra della NFL ad avere cambiato conference due volte dalla fusione di AFL e NFL. La franchigia iniziò a giocare nel 1976 nella NFC West division ma cambiò conference con i Buccaneers dopo una stagione e passò alla AFC West. Questo riallineamento fu dettato dalla lega come parte del piano di espansione del 1976, così che entrambi i due nuovi expansion team potessero giocare due volte una contro l'altra e con ogni altra squadra dell'NFL durante le loro prime due stagioni. Nel 2002, i Seahawks furono fatti tornare nella NFC West come parte del piano di reallineamento dell'NFL che diede ad ogni conference quattro division di quattro squadre ciascuna. Questa riorganizzazione avvenne dopo che gli Houston Texans furono aggiunti come 32ª squadra e rimise nell'AFL i suoi team originari pre-fusione, cioè Denver, San Diego, Kansas City e Oakland.
Seattle ha vinto undici titoli di division nella sua storia: i titoli della AFC West nel 1988 e nel 1999, e i titoli dal 2004 al 2007 e 2010, 2012, 2013, 2014 e 2020 nella NFC West. Inoltre ha vinto la finale dell'NFC Championship nel 2005, qualificandosi per il Super Bowl, poi perso contro i Pittsburgh Steelers (anche se non senza controversie come testimonia la serie NFL Films che ha piazzato il Super Bowl XL al numero 8 nella sua top ten delle chiamate più controverse). Prima del 2005, Seattle aveva la peggior serie senza vittorie nei playoff di tutta della NFL, dovendo ritornare alla stagione 1984 per trovare l'ultima partita. Questa striscia negativa fu interrotta con la vittoria 20-10 sui Washington Redskins nei playoff 2005.
Nel 2010 i Seahawks divennero il primo team della storia dell'NFL a vincere la loro division e a centrare un posto nei playoff con un record negativo (7-9) in una stagione non accorciata per sciopero. In seguito eliminarono i campioni in carica, i New Orleans Saints, 41-36 nel primo turno ma persero nel turno successivo contro i Chicago Bears la settimana seguente per 35-24.
Seattle con un record di 11-5 tornò ai playoff nella stagione 2012, guidata dal quarterback rookie Russell Wilson. Nel primo turno la squadra superò i Redskins in trasferta, ma fu eliminata nel successivo dagli Atlanta Falcons. Nella stagione successiva i Seahawks terminarono con il miglior record della NFC, 13-3, e nei playoff batterono i Saints e i 49ers, raggiungendo il Super Bowl XLVIII contro i Denver Broncos. Seattle dominò dall'inizio alla fine, vincendo per 43-8 in una gara in cui la difesa annullò l'attacco dei Broncos che aveva stabilito il record NFL per il maggior numero di punti segnati. MVP della partita fu il linebacker Malcolm Smith che mise a segno 9 tackle, un intercetto su Peyton Manning ritornato per 69 yard in touchdown e recuperò un fumble. La stagione successiva, i Seahawks sono tornarono a qualificarsi per il Super Bowl, dove furono sconfitti dai New England Patriots per 28-24.

## Rivalità

### San Francisco 49ers

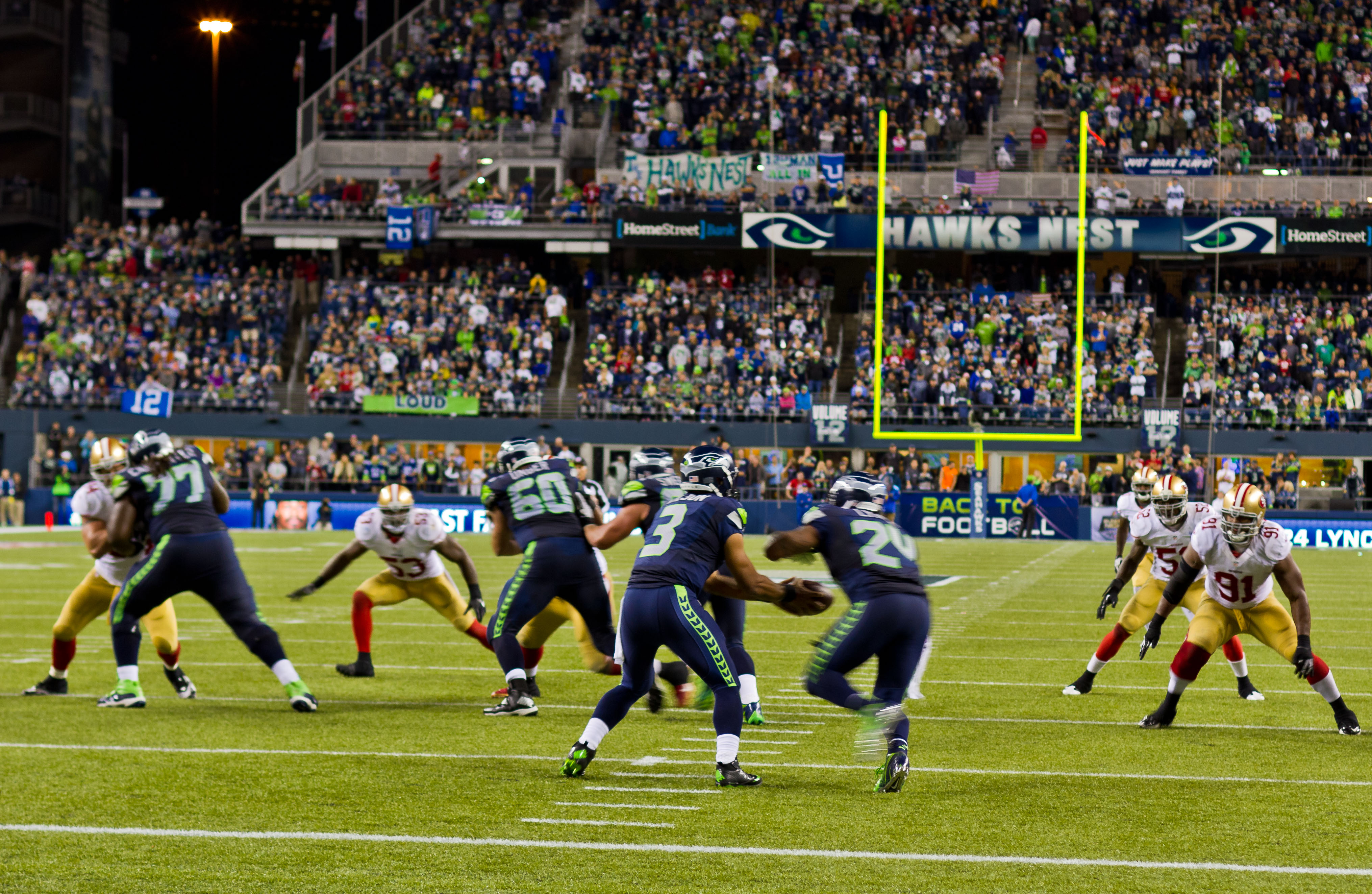
I Seahawks contro i 49ers nel settembre 2013.

Negli ultimi anni, i Seattle Seahawks e i San Francisco 49ers hanno iniziato a sviluppare una feroce rivalità, a partire dall'assunzione dei 49ers dell'allenatore Jim Harbaugh nel 2011. Harbaugh aveva allenato al college contro l'allenatore dei Seahawks Pete Carroll quando i due erano alla guida rispettivamente di Stanford e di USC. I 49ers vinsero il primo confronto a livello NFL, dopo di che vinsero una gara equilibrata al CenturyLink eliminando i Seahawks dalla contesa per i playoff. Con il 2012 arrivò una nuova stagione e una nuova sconfitta dei Seahawks, in un Thursday Night Football a San Francisco per 13-6 dove l'attacco non riuscì a segnare alcun touchdown e il quarterback dei 49ers Alex Smith fece il minimo necessario per portare i suoi alla vittoria. Nella settimana 16 l'attesa era grande per la sfida in prima e serata tra le due franchigie a Seattle. I padroni di casa giunsero alla sfida su un record di 9-5 e da due gare consecutive in cui avevano segnato più di 50 punti. Seattle passò velocemente in vantaggio con un touchdown da 24 yard di Marshawn Lynch, due passaggi da touchdown di Russell Wilson. La gara si chiuse con la vittoria per 42-13 e viene anche ricordata per un violentissimo colpo della strong safety Kam Chancellor sul tight end di San Francisco Vernon Davis. La settimana successiva, tuttavia, i 49ers si assicurarono la vittoria della division per il secondo anno consecutivo. Nella seconda settimana della stagione 2013, ancora a Seattle, i Seahawks si imposero con un netto 29-3, grazie a tre touchdown di Marshawn Lynch, con i tifosi che stabilirono un nuovo primato mondiale di rumorosità per uno stadio scoperto. I Seahawks furono poi sconfitti per 19-17 nella seconda gara del 2013 con i 49ers a Candlestick Park, quando l'equilibrio della sfida fu spostato da una corsa da 51 yard di Frank Gore. Dopo che i Seahawks vinsero la division, le due franchigie si incontrarono una terza volta nel 2013, questa volta nel palcoscenico più importante: la finale della NFC a Seattle, dove i Seahawks vinsero 23-17 grazie a un intercetto nel finale di Malcolm Smith su un passaggio deviato Richard Sherman. I Seahawks ottennero così l'accesso al Super Bowl XLVIII.

### Denver Broncos
Dagli anni ottanta, fino al reallineamento delle division voluto dalla lega nel 2002, i Denver Broncos erano uno degli avversari principali dei Seahawks. Con John Elway i Broncos erano una delle migliori franchigie della lega e in quel periodo ebbero un record parziale di 32 vittorie a 18 contro i Seahawks. Dopo il cambio di conference, la rivalità perse di intensità, fino a che le due squadre si incontrarono nel Super Bowl del 2013, vinto nettamente da Seattle per 43-8.

## Apparizioni al Super Bowl

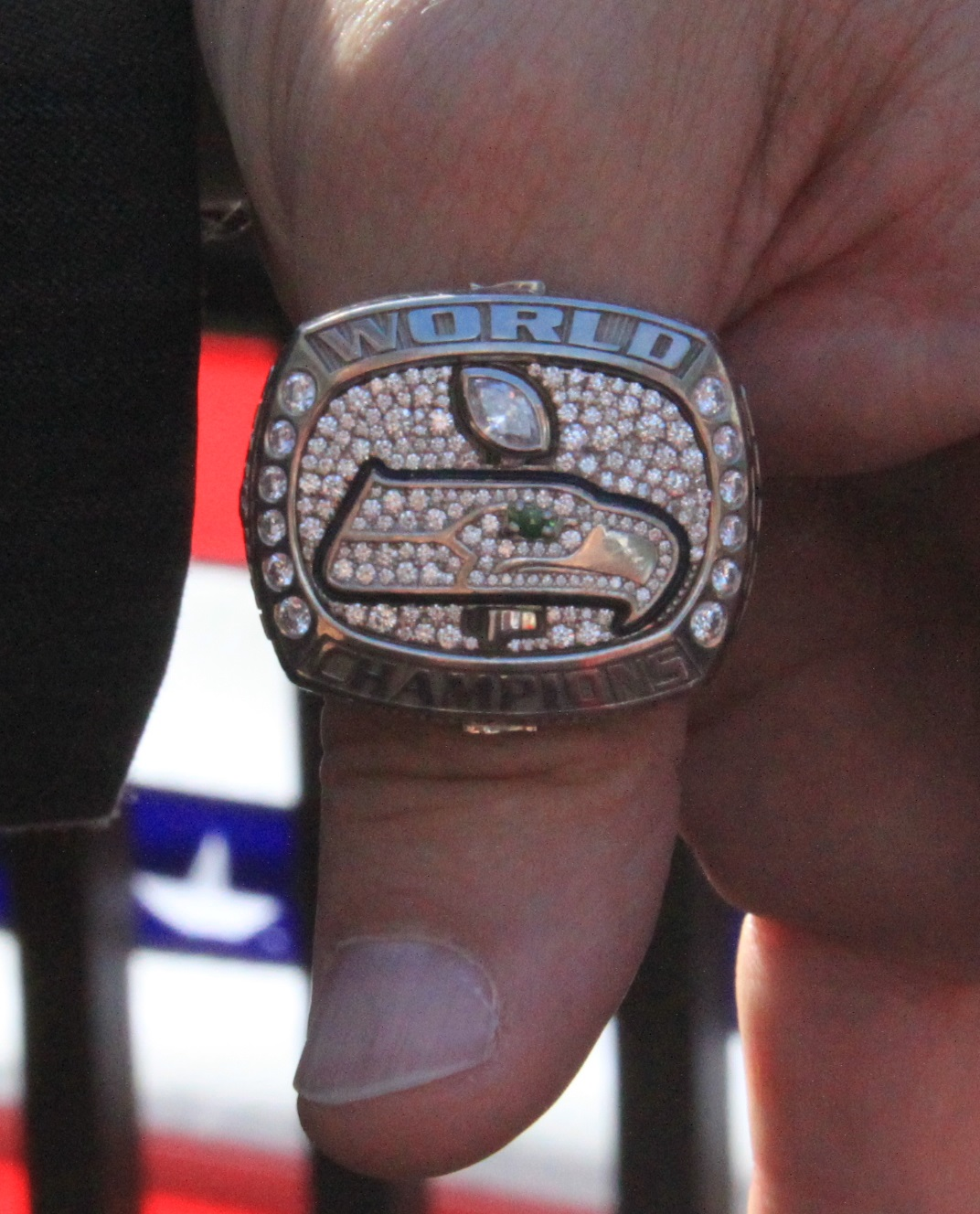
L'anello di campioni dei Seahawks

I Seattle Seahawks hanno vinto un Super Bowl nel 2013 sotto la direzione di Pete Carroll.
| Stagione                 | Allenatore               | Città                    | Stadio                        | Avversario               | Risultato                | Record |
| ------------------------ | ------------------------ | ------------------------ | ----------------------------- | ------------------------ | ------------------------ | ------ |
| 2005                     | Mike Holmgren            | Detroit, MI              | Ford Field                    | Pittsburgh Steelers      | S, 10-21                 | 15-4   |
| 2013                     | Pete Carroll             | East Rutherford, NJ      | MetLife Stadium               | Denver Broncos           | V, 43-8                  | 16-3   |
| 2014                     | Pete Carroll             | Glendale, AZ             | University of Phoenix Stadium | New England Patriots     | S, 28-24                 | 14-5   |
| Totale Super Bowl vinti: | Totale Super Bowl vinti: | Totale Super Bowl vinti: | Totale Super Bowl vinti:      | Totale Super Bowl vinti: | Totale Super Bowl vinti: | 1      |

## Stadi
- Kingdome (1976-1999)
- Husky Stadium (1994, 2000-2001)
- Lumen Field (2002-presente)

### Quartier generale e campi di allenamento
Durante le prime dieci stagioni (1976-85), il quartier generale della squadra fu a Carillon Point sulle rive del Lago Washington. Gli allenamenti estivi era inizialmente tenuti alla Eastern Washington University a Cheney, a sud-ovest di Spokane. Quando il nuovo quartier generale cittadino vicino a Kirkland fu completato nel 1986, i Seahawks iniziarono a tenere i training camp lì dove sarebbero rimasti per le undici stagioni successive (1986-96), alloggiando nei dormitori adiacenti al Northwest College. Nella terza stagione di Dennis Erickson, nel 1997, come capo allenatore, il team ritornò nella più calda e isolata Cheney, dove rimasero fino al 2006. Nel 2007, tornarono a Kirkland. Nel 2008, i Seahawks tennero le prime tre settimane di allenamento a Kirkland, dopodiché si spostarono nel nuovo Virginia Mason Athletic Center (VMAC), ampio 19 acri (77.000 m²) per l'ultima settimana di allenamento. La nuova locazione, accanto al lago Washington a Renton, ha quattro campi da football: tre all'aperto di erba naturale e uno sintetico indoor.

## Loghi e uniformi

1976-2001
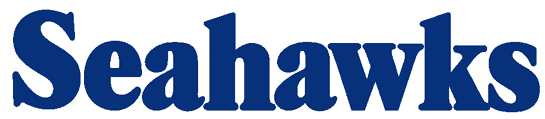
2002-2011
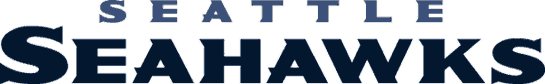
2012-presente
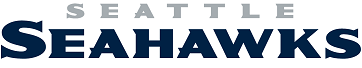

Quando i Seahawks debuttarono nel 1976, il logo della squadra era una testa di falco stilizzata di colore blu e verde ispirata all'arte tribale del nord-ovest degli Stati Uniti. Il casco e i pantoloni erano color argento mentre le uniformi casalinghe erano blu e bianche, con strisce blu e verdi sulle braccia. Le uniformi da trasferta erano principalmente bianche con dettagli blu e strisce blu e verdi sulle braccia. Nelle prime quattro stagioni furono indossate scarpe nere, una delle poche franchigie a fare ciò verso la fine degli anni settanta. Nel 1980 furono adottate scarpe bianche.

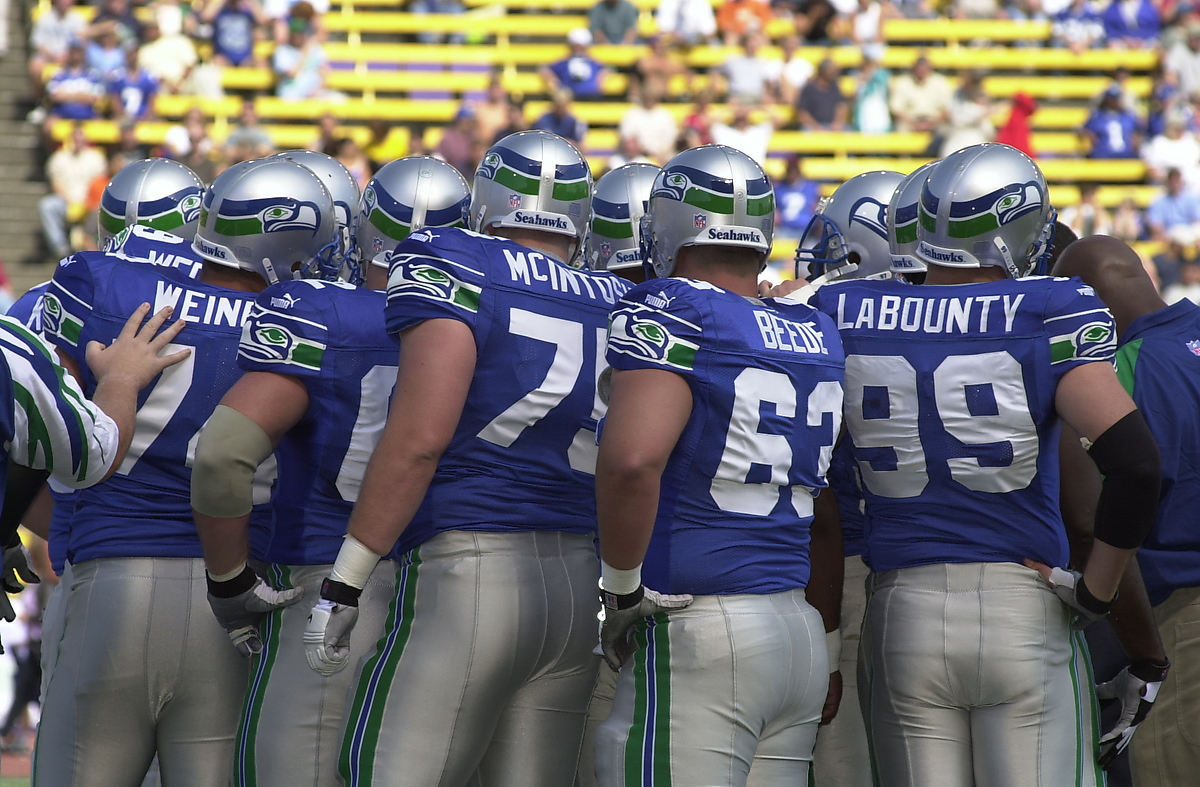
Le prime uniformi dei Seahawks, utilizzate fino alla stagione 2000.

Nel 1983, con l'arrivo di Chuck Knox come capo-allenatore, le uniformi furono leggermente modificate. Sulle braccia furono inclusi il logo dei Seahawks e i numeri. Le protezioni nelle maschere passarono da grigie a blu. Inoltre i calzettoni divennero blu nella parte superiore e bianco in quella inferiore. Nella stagione 1985 la squadra portò delle toppe celebrative del decimo anniversario della franchigia sul lato destro dei calzoni. Nel 1994, anno del 75º anniversario della NFL, Seahawks cambiarono lo stile dei loro numero, mantenendolo fino al 2001. Quello stesso anno i Seahawks indossarono in alcune gare delle divise simili a quelle delle stagioni dal 1976 all'82. Tuttavia le uniformi e le barre protettive rimasero blu. Nel 2000, l'anno da rookie di Shaun Alexander e l'ultimo di Cortez Kennedy, i Seattle Seahawks celebrarono il loro 25º anniversario, mettendo il logo nella parte superiore destra della maglia. Nel 2001 i Seahawks passarono alle nuove uniformi disegnate da Reebok.

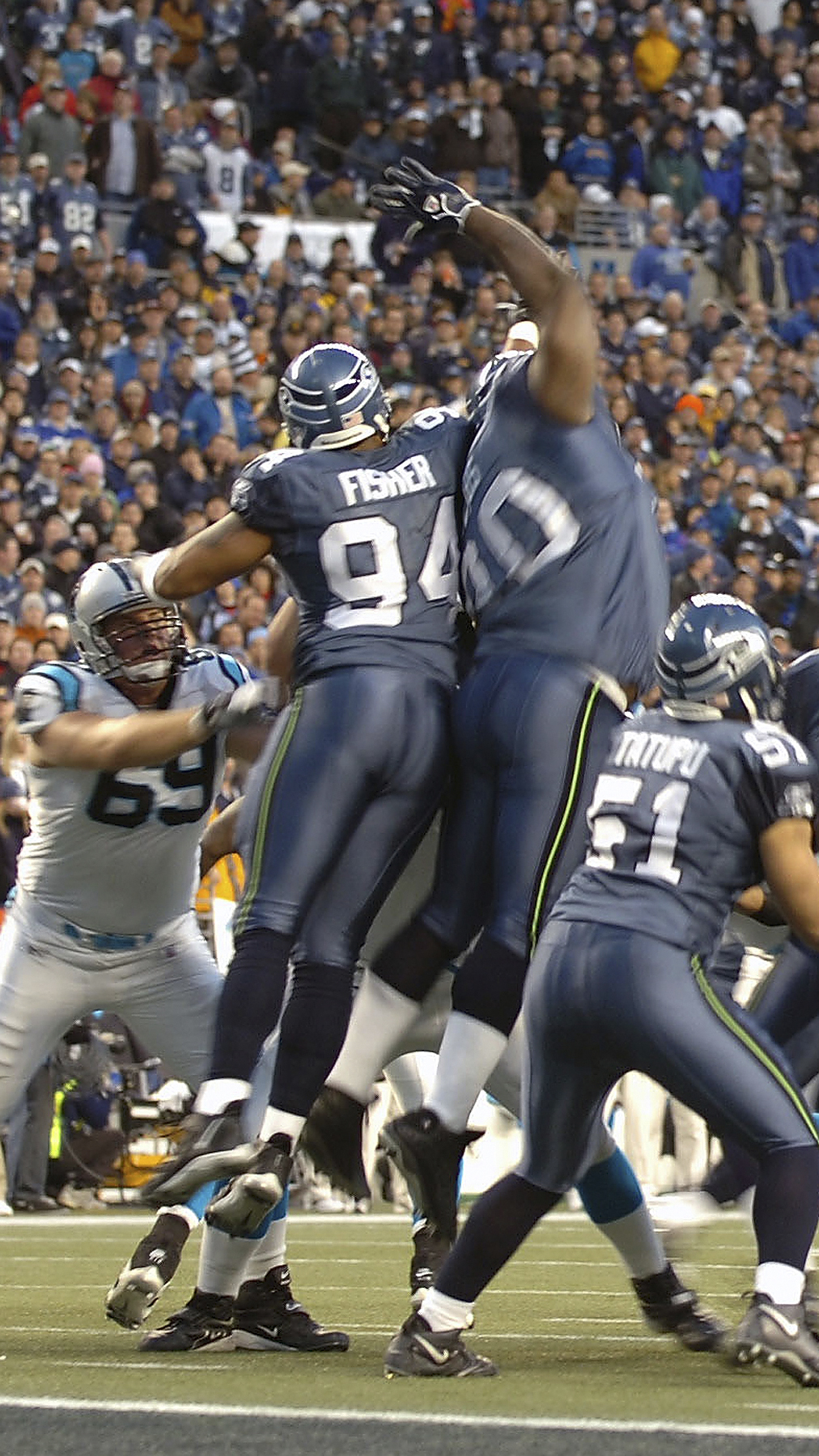
Le uniformi usate nel periodo 2002-2011.

Il 1º marzo 2002, in coincidenza dello spostamento della squadra nella NFC e dell'inaugurazione del Seahawks Stadium (in seguito rinominato Qwest Field e poi CenturyLink Field), sia il logo che le uniformi furono pesantemente modificate. I colori furono modificati in un più chiaro "blu Seahawks", un più scuro "Seahawks Navy" e verde lime. I caschi passarono dal colore grigio al "blu Seahawks" dopo un sondaggio condotto tra i fan della squadra. Il color argento non fu più utilizzato fino alla stagione 2012. Il logo fu modificato notevolmente, dando al falco un aspetto più aggressivo. Inizialmente, la squadra decise di utilizzare i caschi color argento in casa e quelli blu in trasferta ma le regole della NFL vietavano di avere più di un tipo di casco, così la squadra decise tramite un sondaggio condotto tra i tifosi quale colore mantenere.
I Seahawks indossarono le loro divise blu durante il Super Bowl XL malgrado fossero stati designati come squadra in trasferta, dal momento che i Pittsburgh Steelers, la squadra indicata come casalinga, decise di indossare le proprie uniformi bianche.
Con gli Oakland Raiders che indossarono delle divise casalinghe bianche per la prima volta nella storia in casa contro i San Diego Chargers il 28 settembre 2008, i Seahawks rimasero l'unica squadra della NFL a non aver mai indossato delle uniformi bianche in casa.
Il 27 settembre 2009, i Seahawks indossarono per la prima volta delle divise verde lime accompagnate da pantaloni blu scuro, in una partita contro i Chicago Bears. I colori richiamavano quelli della nuova squadra della città, i Seattle Sounders FC, al debutto nella Major League Soccer che indossano magliette verdi con pantaloncini blu. Nel dicembre 2009, l'allora allenatore Jim Mora annunciò che le nuove uniformi verdi sarebbero state ritirate, in quanto con esse la squadra non aveva mai vinto, e perché egli preferiva le uniformi casalinghe blu scuro. Per la stagione 2010 Seattle ritornò al tradizione completo color "Seahawks Blue" in casa e un completo tutto in bianco in trasferta.
Il 3 aprile 2012 Nike sostituì Reebok come fornitore ufficiale della divise della squadra, svelando un nuovo logo e una nuova uniforme per la squadra nella stagione a venire. I nuovi colori sociali della squadra diventarono il blu definito "college navy", il verde definito "action green" e il grigio definito "wolf grey". Secondo il designer della Nike Todd Van Horne tali colori rappresentavano l'acqua (il blu), i paesaggi (il verde) e le catene montuose (il grigio).. Tra i particolari introdotti nella nuova uniforme di Seattle una serie di 12 fregi sui pantaloncini rappresentanti il 12th man, il dodicesimo uomo in campo, in onore dei tifosi dei Seahawks e la scomparsa del logo con la testa di falco sulle maniche, sostituito dal logo Nike da entrambi i lati. Il nuovo logo sostituì il Seahawk blue con il grigio nella parte inferiore.
L'11 agosto 2012 i Seahawks indossarono per la prima volta le loro nuove divise nella gara di pre-season contro i Tennessee Titans. Il 16 dicembre 2012 la squadra indossò per la prima volta delle divise interamente grigie nella gara vinta contro i Buffalo Bills.

## Cronistoria
Questa è la lista delle ultime cinque stagioni dei Seahawks.

| Cronistoria dei Seattle Seahawks | Cronistoria dei Seattle Seahawks | Cronistoria dei Seattle Seahawks | Cronistoria dei Seattle Seahawks | Cronistoria dei Seattle Seahawks | Cronistoria dei Seattle Seahawks | Cronistoria dei Seattle Seahawks | Cronistoria dei Seattle Seahawks | Cronistoria dei Seattle Seahawks | Cronistoria dei Seattle Seahawks                      | Cronistoria dei Seattle Seahawks                                        |                              |
| Stagione di lega                 | Stagione di squadra              | Lega                             | Conference                       | Division                         | Stagione regolare                | Stagione regolare                | Stagione regolare                | Stagione regolare                | Play-off                                              | Premi individuali                                                       |                              |
| Stagione di lega                 | Stagione di squadra              | Lega                             | Conference                       | Division                         | Pos.                             | V                                | S                                | P                                | Play-off                                              | Premi individuali                                                       |                              |
| -------------------------------- | -------------------------------- | -------------------------------- | -------------------------------- | -------------------------------- | -------------------------------- | -------------------------------- | -------------------------------- | -------------------------------- | ----------------------------------------------------- | ----------------------------------------------------------------------- | ---------------------------- |
| 2020                             | 2020                             | NFL                              | NFC                              | West                             | 1                                | 12                               | 4                                | 1                                | S Wild Card Game contro i Los Angeles Rams (30-20)    | Russell Wilson premiato con il Walter Payton NFL Man of the Year Award. |                              |
| 2021                             | 2021                             | NFL                              | NFC                              | West                             | 2                                | 7                                | 10                               | 0                                | non disputati                                         | Da questa stagione le partite della stagione regolare diventano 17.     |                              |
| 2022                             | 2022                             | NFL                              | NFC                              | West                             | 2                                | 9                                | 8                                | 0                                | S Wild Card Game contro i San Francisco 49ers (30-20) | Geno Smith premiato come Comeback Player of the Year.                   |                              |
| 2023                             | 2023                             | NFL                              | NFC                              | West                             | 3                                | 9                                | 8                                | 0                                | non disputati                                         |                                                                         |                              |
| 2024                             | 2024                             | NFL                              | NFC                              | West                             | 2                                | 10                               | 7                                | 0                                | non disputati                                         |                                                                         |                              |
| Totale                           | Totale                           | Totale                           | Totale                           | Totale                           | Totale                           | 402                              | 373                              | 1                                | Record di stagione regolare                           | Record di stagione regolare                                             | Record di stagione regolare  |
| Totale                           | Totale                           | Totale                           | Totale                           | Totale                           | Totale                           | 17                               | 19                               |                                  | Record dei play-off                                   | Record dei play-off                                                     | Record dei play-off          |
| Totale                           | Totale                           | Totale                           | Totale                           | Totale                           | Totale                           | 419                              | 392                              | 1                                | Stagione regolare e play-off                          | Stagione regolare e play-off                                            | Stagione regolare e play-off |

Legenda
- Vittoria nel Super Bowl (dal 1966)
- Vittoria nella lega (1920-1969)
- Vittoria nella Conference

- Vittoria nella Division
- Qualificazione al Wild Card Game (dal 1978)
- V = Vittorie

- S = Sconfitte
- P = Pareggi
- T = Posizione a pari merito

Alla stagione 2024 i Seattle Seahawks hanno disputato 49 stagioni nella NFL, a partire dal 1976. La squadra totalizzato un record di 402-373-1 (419-392-1 includendo i playoff). Seattle di è qualificata per i playoff in venti diverse stagioni. Nel stagione 2005 ha raggiunto, e perso, il suo primo Super Bowl, il numero 40, contro i Pittsburgh Steelers. Nella stagione 2010 i Seahawks sono diventati la prima squadra nella storia della NFL a raggiungere i playoff con un record negativo (7-9, 43,8%); quell'anno 7 squadre nella NFL terminarono con un record di 7-9 o migliore non raggiungendo i playoff, incluse due squadre che terminarono 10-6.

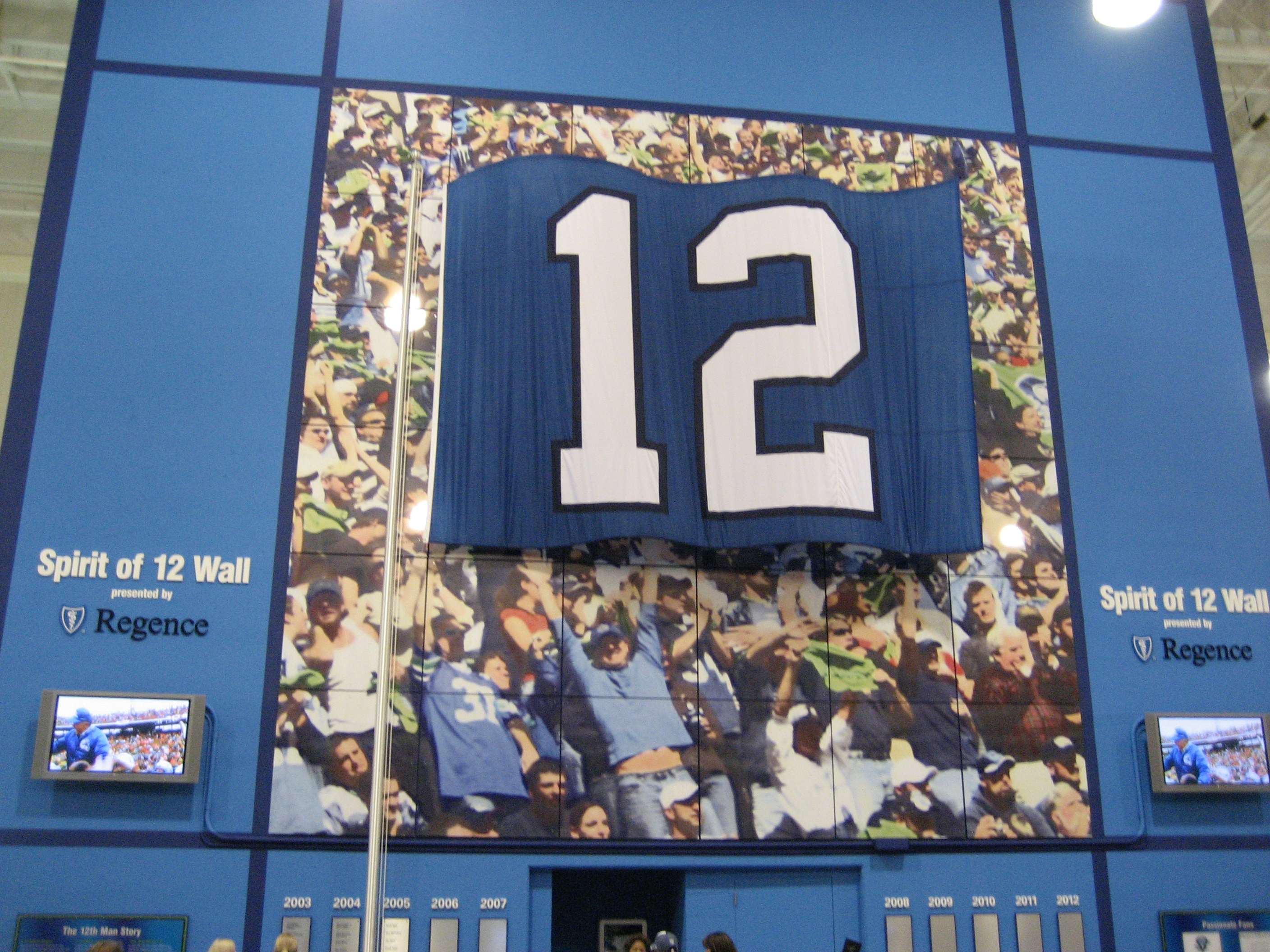
La bandiera del "dodicesimo uomo" viene sventolata in ogni partita.

## Tifosi
Come tributo ai propri rumorosi fan che fecero del Kingdome lo stadio più rumoroso della NFL i Seahawks ritirarono il numero 12 il 15 dicembre 1984. Da allora le divise con il numero 12 sono state vendute dalla squadra e indossate dai fan dei Seahawk, spesso con il nome "Fan" sul retro. I Seahawks svolgono anche una cerimonia prima di ogni gara interna in cui viene fatta sventolare una bandiera con il numero 12 innalzata da qualche personalità locale. Nella stagione 2005 stavano ancora facendo la differenza nelle gare e furono ricompensati per i loro sforzi con uno speciale pallone da gara in un match contro i New York Giants, un incontro in cui i Giants commisero 11 penalità per false partenze in buona parte causate dal rumore della folla.
Sam Adkins è stato l'unico membro della storia dei Seahawks ad avere il indossato il numero 12, in seguito ritirato in onore dei tifosi, il cosiddetto "dodicesimo uomo".
L'uso della frase "12th Man" da parte del team fu in limbo legale per un po' tra le stagioni 2005 e 2006 quando l'Università del Texas A&M fece causa al team per infrazione del copyright. Prima del processo le parti raggiunsero un accordo con Seattle, che si impegnò a pagare i diritti dello slogan "12th Man" alla A&M. In cambio i Seahawks furono autorizzati a continuarne l'utilizzo.

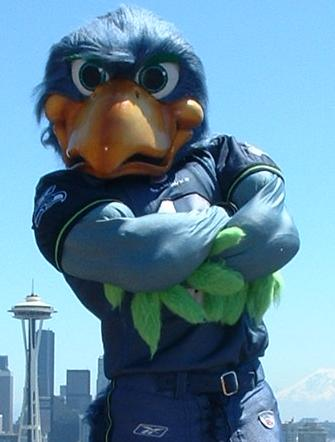
Blitz è la mascotte ufficiale della squadra.

Tifosi celebri dei Seahawks sono l'imprenditore Bill Gates, la politica Sarah Palin, la scrittrice J.K. Rowling, gli attori Chris Pratt, Rainn Wilson, Jeffrey Dean Morgan, Joel McHale, Jim Caviezel, Will Ferrell e Tori Black, i musicisti Nikki Sixx (Mötley Crüe), Chris Cornell (Soundgarden), Mike McCready (Pearl Jam), Taime Downe (Faster Pussycat), Jerry Cantrell (Alice in Chains), Duff McKagan (Guns'n'Roses) e Dave Matthews (Dave Matthews Band), i rapper Macklemore e Sir Mix-a-Lot, il golfista Bubba Watson e il wrestler Daniel Bryan.

## Mascotte
A partire dalla stagione 1998, Blitz è diventata la mascotte ufficiale dei Seahawks. Nelle stagioni 2003 e 2004 un falco di nome Faith avrebbe dovuto volare attorno allo stadio prima dell'uscita della squadra dal tunnel. A causa della relativa piccola taglia e dell'incapacità di insegnargli a guidare la squadra fuori dal tunnel, Faith fu sostituito da un falco portafortuna di nome Taima prima dell'inizio della stagione 2005. Taima iniziò a guidare il team fuori dal tunnel settembre 2006.
All'inizio del 2004 i Seahawks introdussero la propria banda di percussionisti, i Blue Thunder. Il gruppo suona a ogni gara interna oltre che in altri cento eventi nella comunità di Seattle.

## Sea Gals (Cheerleader)

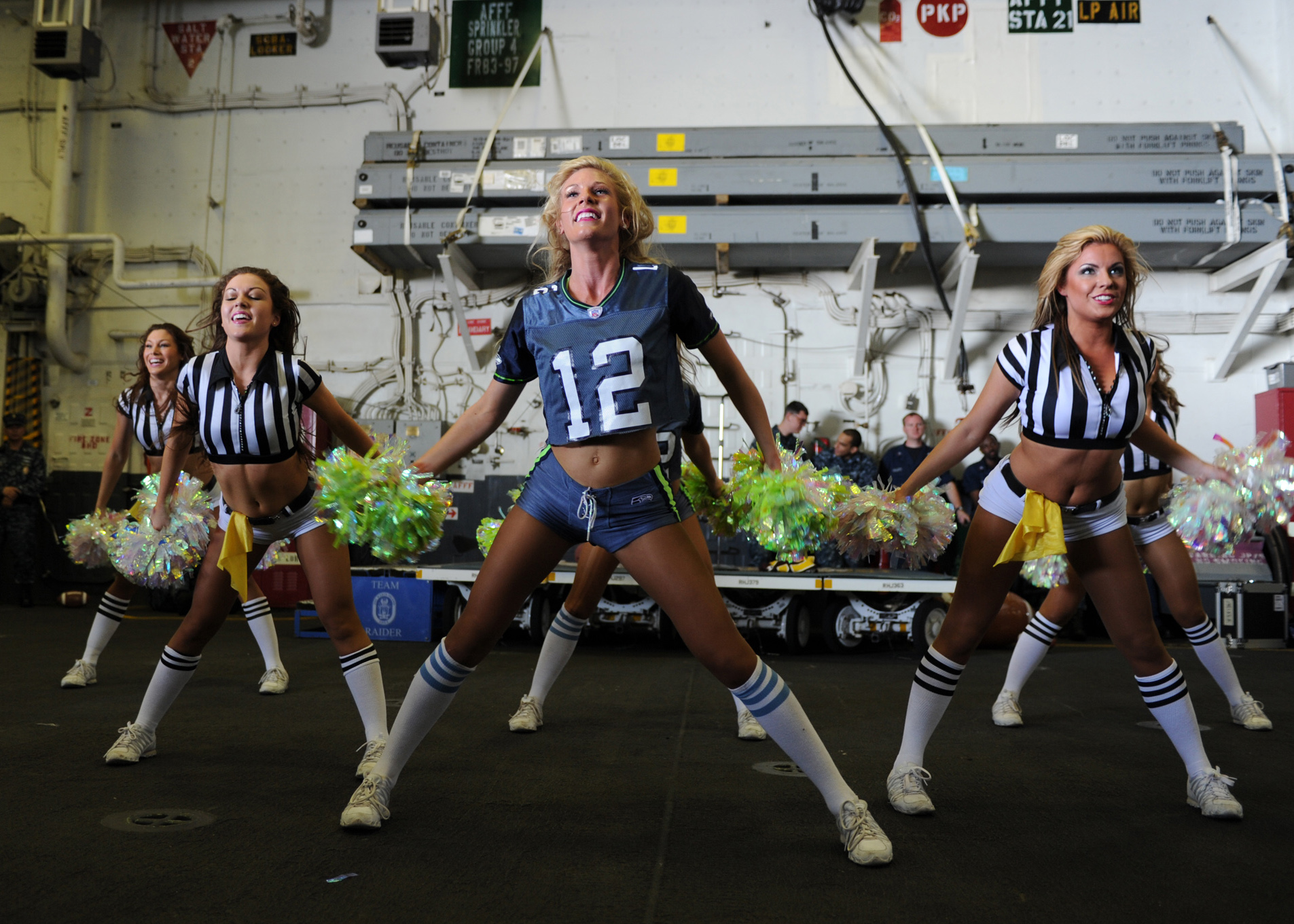
Le Sea Gals, le cheerleader della squadra.

Le cheerleader dei Seahawks sono chiamate Sea Gals. Durante il periodo tra una stagione e l'altra, un gruppo selezionato di Sea Gals partecipa a eventi e parate con altre cheerleader della NFL negli stati americani.

## Giocatori importanti

### Squadra del 35º anniversario
| Formazione ideale del 35º anniversario dei Seattle Seahawks |       |        |           |
| Giocatore                                                   | Ruolo | Numero | Anni      |
| Matt Hasselbeck                                             | QB    | 8      | 2001-2010 |
| Shaun Alexander                                             | RB    | 37     | 2000-2007 |
| Mack Strong                                                 | FB    | 38     | 1993-2007 |
| John Carlson                                                | TE    | 89     | 2008-2011 |
| Steve Largent                                               | WR    | 80     | 1976-1989 |
| Brian Blades                                                | WR    | 89     | 1988-1998 |
| Bobby Engram                                                | WR    | 84     | 2001-2008 |
| Walter Jones                                                | LT    | 71     | 1997-2009 |
| Steve Hutchinson                                            | LG    | 76     | 2001-2005 |
| Robbie Tobeck                                               | C     | 61     | 2000-2006 |
| Bryan Millard                                               | RG    | 71     | 1984-1991 |
| Howard Ballard                                              | RT    | 75     | 1994-1998 |
| Jacob Green                                                 | DE    | 79     | 1980-1992 |
| Michael Sinclair                                            | DE    | 70     | 1991-2001 |
| Cortez Kennedy                                              | DT    | 96     | 1990-2000 |
| Joe Nash                                                    | DT    | 72     | 1982-1996 |
| Chad Brown                                                  | OLB   | 94     | 1997-2004 |
| Rufus Porter                                                | OLB   | 97     | 1988-1994 |
| Fredd Young                                                 | ILB   | 50     | 1984-1987 |
| Lofa Tatupu                                                 | MLB   | 51     | 2005-2010 |
| Marcus Trufant                                              | CB    | 23     | 2003-2012 |
| Dave Brown                                                  | CB    | 22     | 1976-1986 |
| Shawn Springs                                               | NB    | 24     | 1997-2003 |
| Kenny Easley                                                | SS    | 45     | 1981-1987 |
| Eugene Robinson                                             | FS    | 41     | 1985-1995 |
| Norm Johnson                                                | K     | 9      | 1982-1990 |
| Rick Tuten                                                  | P     | 14     | 1991-1997 |
| Steve Broussard                                             | KOR   | 31     | 1995-1998 |
| Nate Burleson                                               | PR    | 81     | 2006-2009 |

### I cinquanta migliori giocatori del 50º anniversario
Il 6 giugno 2025 il club annunciò la lista dei 50 migliori giocatori in occasione del 50º anniversario della storia della franchigia. A votare furono i tifosi, membri dei media e membri interni alla squadra. Nella lista sono inclusi 11 membri del Ring of Honor della squadra, 5 membri della Pro Football Hall of Fame e diversi Pro Bowler e All-Pro.
| I cinquanta migliori giocatori del 50º anniversario |       |                  |       |                   |       |
| Giocatore                                           | Ruolo | Giocatore        | Ruolo | Giocatore         | Ruolo |
| Shaun Alexander                                     | RB    | John Harris      | S     | Michael Sinclair  | DL    |
| Cliff Avril                                         | DL    | Steve Hutchinson | OL    | Mack Strong       | FB    |
| Edwin Bailey                                        | OL    | Darrell Jackson  | WR    | Lofa Tatupu       | LB    |
| Doug Baldwin                                        | WR    | Walter Jones     | OL    | Earl Thomas       | S     |
| Michael Bennett                                     | DL    | Cortez Kennedy   | DL    | Robbie Tobeck     | OL    |
| Brian Blades                                        | WR    | Dave Krieg       | QB    | Marcus Trufant    | CB    |
| Chad Brown                                          | LB    | Steve Largent    | WR    | Max Unger         | OL    |
| Dave Brown                                          | CB    | Tyler Lockett    | WR    | Bobby Wagner      | LB    |
| Jeff Bryant                                         | DL    | Marshawn Lynch   | RB    | Chris Warren      | RB    |
| Keith Butler                                        | LB    | Bryan Millard    | OL    | Curt Warner       | RB    |
| Kam Chancellor                                      | S     | D.K. Metcalf     | WR    | Devon Witherspoon | CB    |
| Michael Dickson                                     | P     | Brandon Mebane   | DL    | Russell Wilson    | QB    |
| Kenny Easley                                        | S     | Joe Nash         | DL    | John L. Williams  | FB    |
| Bobby Engram                                        | WR    | Rufus Porter     | LB    | K.J. Wright       | LB    |
| Chris Gray                                          | OL    | Eugene Robinson  | S     | Fredd Young       | LB    |
| Jacob Green                                         | DL    | Jon Ryan         | P     | Jim Zorn          | QB    |
| Matt Hasselbeck                                     | QB    | Richard Sherman  | CB    |                   |       |

### Membri della Pro Football Hall of Fame

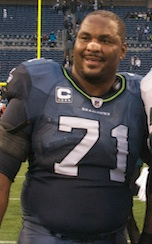
L'Hall of Famer Walter Jones.

Alla classe del 2024, quattordici giocatori e un allenatore che hanno militato nei Seattle Seahawks sono stati inseriti nella Pro Football Hall of Fame.
| Hall of Famer dei Seattle Seahawks |                  |       |           |           |
| N°                                 | Giocatore        | Ruolo | Anni      | Induzione |
| 34                                 | Franco Harris    | FB    | 1984      | 1990      |
| 80                                 | Steve Largent    | WR    | 1976-1989 | 1995      |
| 81                                 | Carl Eller       | DE    | 1979      | 2004      |
| 1                                  | Warren Moon      | QB    | 1997-1998 | 2006      |
| 93                                 | John Randle      | DT    | 2001-2003 | 2010      |
| 80                                 | Jerry Rice       | WR    | 2004      | 2010      |
| 96                                 | Cortez Kennedy   | DT    | 1990-2000 | 2012      |
| 71                                 | Walter Jones     | OT    | 1997-2009 | 2014      |
| 45                                 | Kenny Easley     | S     | 1981-1987 | 2017      |
| 52                                 | Kevin Mawae      | C     | 1994-1997 | 2019      |
| 76                                 | Steve Hutchinson | G     | 2001-2005 | 2020      |
| -                                  | Tom Flores       | All.  | 1992-1994 | 2021      |
| 17                                 | Devin Hester     | RS    | 2016      | 2024      |
| 93                                 | Dwight Freeney   | DE    | 2017      | 2024      |

Note:
- In grassetto i giocatori che hanno giocato tutta la loro carriera con la maglia dei Seahawks.
- Anche se Mike McCormack fu capo-allenatore, presidente e general manager dei Seahawks, egli è stato introdotto nella Pro Football Hall of Fame solo per i suoi contributi come tackle per i New York Yanks e i Cleveland Browns.

### Numeri ritirati
| Numeri ritirati dai Seattle Seahawks |                   |       |               |                |
| N°                                   | Giocatore         | Ruolo | Anni          | Anno di ritiro |
| 12                                   | Tifosi (12º uomo) | -     | 1976-presente | 1984           |
| 45                                   | Kenny Easley      | S     | 1981-1987     | 2017           |
| 71                                   | Walter Jones      | OT    | 1997-2009     | 2010           |
| 80 1                                 | Steve Largent     | WR    | 1976-1989     | 1996           |
| 96                                   | Cortez Kennedy    | DT    | 1990-2000     | 2012           |

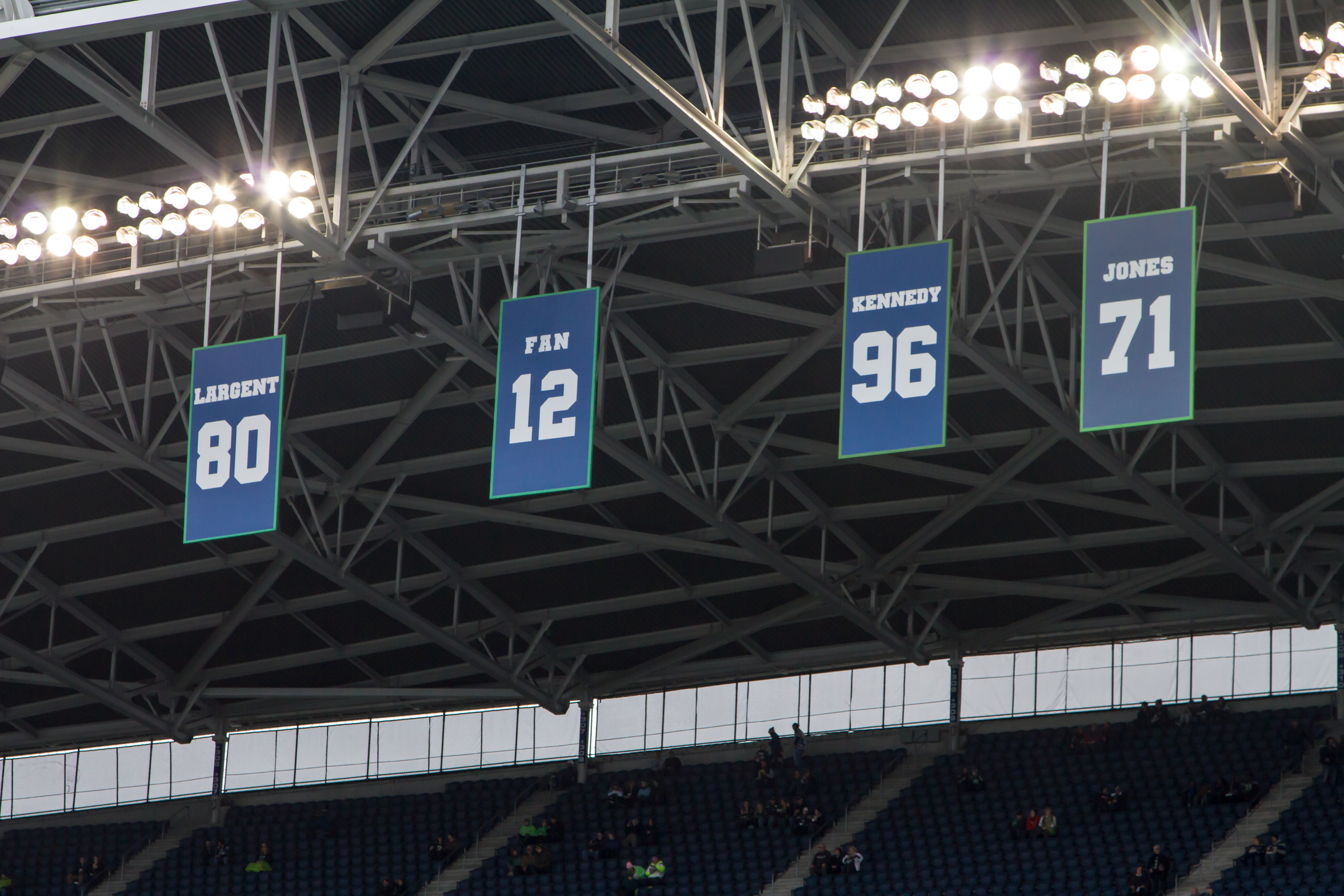
I numeri ritirati dalla franchigia al CenturyLink Field.

- 1 Jerry Rice indossò il numero 80 nella stagione passata con i Seahawks nel 2004. Secondo Rice, fu la squadra a offrirgli quel numero, con il permesso di Largent[30]
- Diversi altri giocatori e persone collegate alla squadra sono stati onorati venendo introdotti nel Seattle Seahawks Ring of Honor

### Premi individuali
| MVP della NFL |                 |       |
| Anno          | Giocatore       | Ruolo |
| 2005          | Shaun Alexander | RB    |

| MVP del Super Bowl |               |       |
| SB                 | Giocatore     | Ruolo |
| XLVIII             | Malcolm Smith | LB    |

| Giocatore offensivo dell'anno |                 |       |
| Anno                          | Giocatore       | Ruolo |
| 2005                          | Shaun Alexander | RB    |

| Difensore dell'anno |                |       |
| Anno                | Giocatore      | Ruolo |
| 1984                | Kenny Easley   | S     |
| 1992                | Cortez Kennedy | DT    |

| Comeback Player of the Year |            |       |
| Anno                        | Giocatore  | Ruolo |
| 2022                        | Geno Smith | QB    |

| MVP del Pro Bowl |                 |       |
| Anno             | Giocatore       | Ruolo |
| 1997             | Warren Moon     | QB    |
| 2015             | Russell Wilson  | QB    |
| 2015             | Michael Bennett | DE    |

| Allenatore dell'anno |             |
| Anno                 | Allenatore  |
| 1978                 | Jack Patera |
| 1984                 | Chuck Knox  |

### Record di franchigia
Carriera
| Record in carriera |                 |        |
| Categoria          | Giocatore       | Numero |
| Yard passate       | Russell Wilson  | 37.059 |
| TD passati         | Russell Wilson  | 292    |
| Yard ricevute      | Steve Largent   | 13.089 |
| TD su ric.         | Steve Largent   | 100    |
| Yard corse         | Shaun Alexander | 9.429  |
| TD su corsa        | Shaun Alexander | 100    |

Stagionali
| Record stagionali |                 |        |      |
| Categoria         | Giocatore       | Numero | Anno |
| Yard passate      | Geno Smith      | 4.320  | 2024 |
| TD passati        | Russell Wilson  | 40     | 2020 |
| Yard ricevute     | D.K. Metcalf    | 1.303  | 2020 |
| TD su ric.        | Doug Baldwin    | 14     | 2015 |
| Yard corse        | Shaun Alexander | 1.880  | 2005 |
| TD su corsa       | Shaun Alexander | 27     | 2005 |

## Leader statistici
Statistiche aggiornate alla settimana 18 della stagione 2024.
In grassetto i giocatori ancora membri della squadra

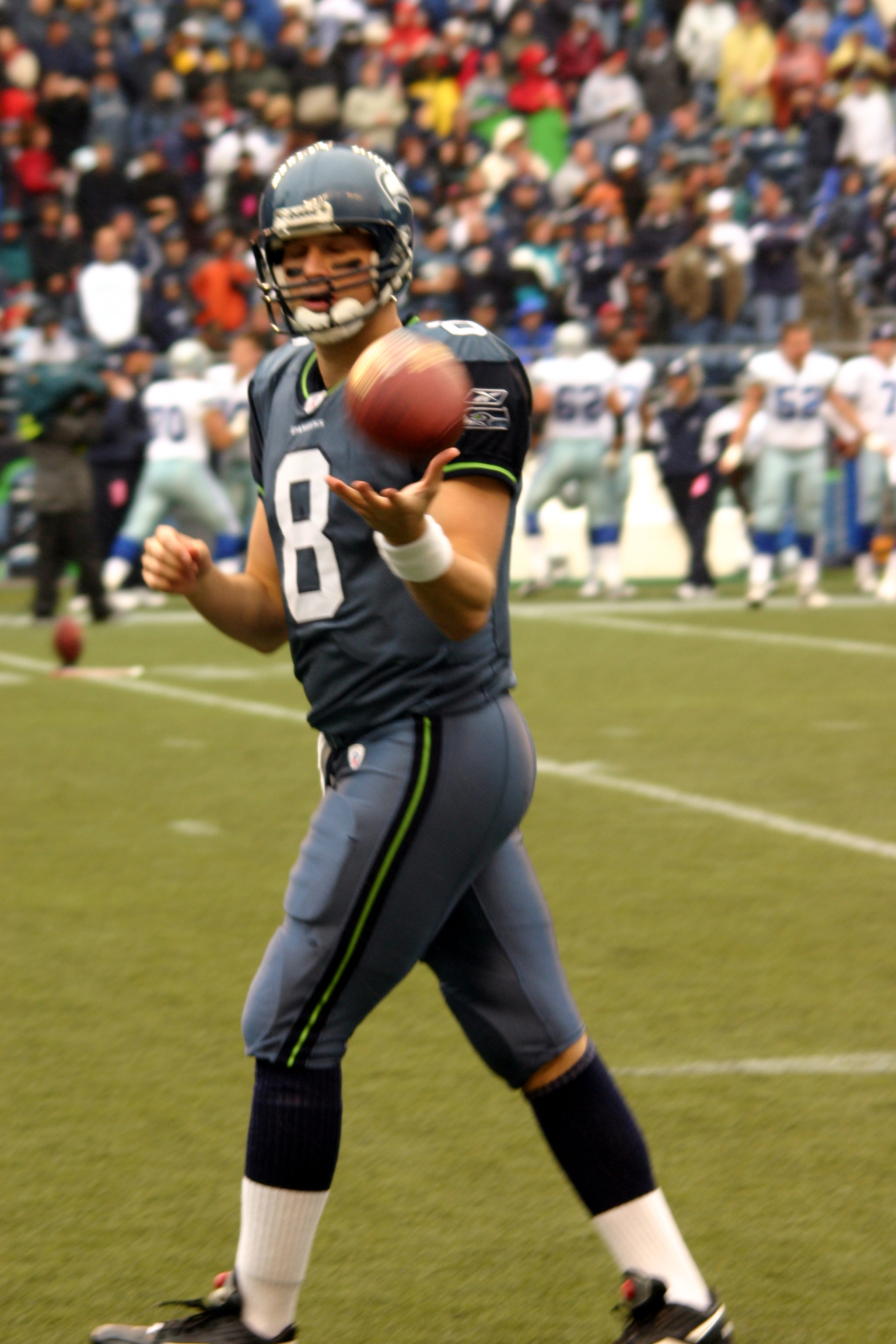
Matt Hasselbeck, ex leader della franchigia in yard passate

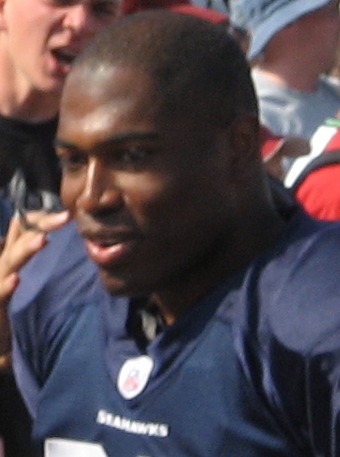
Shaun Alexander, leader della franchigia in yard corse

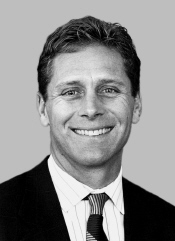
Steve Largent, leader dei Seahawks in yard ricevute

Yard passate
| Yard passate nella stagione regolare |                  |       |    |                    |      |    |                |     |
| 1                                    | Russell Wilson   | 37059 | 11 | John Friesz        | 2971 | 21 | Drew Lock      | 543 |
| 2                                    | Matt Hasselbeck  | 29434 | 12 | Trent Dilfer       | 2560 | 22 | Bruce Mathison | 501 |
| 3                                    | Dave Krieg       | 26132 | 13 | Kelly Stouffer     | 2333 | 23 | Bill Munson    | 295 |
| 4                                    | Jim Zorn         | 20122 | 14 | Jeff Kemp          | 1735 | 24 | Glenn Foley    | 283 |
| 5                                    | Geno Smith       | 12961 | 15 | Stan Gelbaugh      | 1426 | 25 | Sam Adkins     | 232 |
| 6                                    | Rick Mirer       | 9094  | 16 | Steve Myer         | 851  | 26 | Trevone Boykin | 145 |
| 7                                    | Jon Kitna        | 7552  | 17 | Charlie Whitehurst | 805  | 27 | Charlie Frye   | 83  |
| 8                                    | Warren Moon      | 5310  | 18 | Dan McGwire        | 745  | 28 | Herman Weaver  | 82  |
| 9                                    | Seneca Wallace   | 3547  | 19 | Gale Gilbert       | 703  | 29 | Sidney Rice    | 80  |
| 10                                   | Tarvaris Jackson | 3279  | 20 | Brock Huard        | 667  | 30 | David Sims     | 76  |

Yard corse
| Yard corse nella stagione regolare |                 |      |    |                    |      |    |                   |      |
| 1                                  | Shaun Alexander | 9429 | 11 | Kenneth Walker III | 2528 | 21 | Matt Hasselbeck   | 1129 |
| 2                                  | Chris Warren    | 6706 | 12 | Rashaad Penny      | 1918 | 22 | Dave Krieg        | 1090 |
| 3                                  | Curt Warner     | 6705 | 13 | Dan Doornink       | 1530 | 23 | Zach Charbonnet   | 1031 |
| 4                                  | Marshawn Lynch  | 6381 | 14 | Jim Zorn           | 1491 | 24 | David Hughes      | 1009 |
| 5                                  | Russell Wilson  | 4689 | 15 | Julius Jones       | 1391 | 25 | Robert Turbin     | 928  |
| 6                                  | John Williams   | 4579 | 16 | Thomas Rawls       | 1336 | 26 | Christine Michael | 915  |
| 7                                  | Ricky Watters   | 4009 | 17 | Justin Forsett     | 1287 | 27 | Mack Strong       | 909  |
| 8                                  | Chris Carson    | 3502 | 18 | Lamar Smith        | 1286 | 28 | Rick Mirer        | 880  |
| 9                                  | Sherman Smith   | 3429 | 19 | David Sims         | 1174 | 29 | Don Testerman     | 860  |
| 10                                 | Maurice Morris  | 2612 | 20 | Derrick Fenner     | 1167 | 30 | Geno Smith        | 833  |

Yard ricevute
| Yard ricevute nella stagione regolare |                 |       |    |                 |      |    |                    |      |
| 1                                     | Steve Largent   | 13089 | 11 | Sam McCullum    | 3409 | 21 | Daryl Turner       | 1872 |
| 2                                     | Tyler Lockett   | 8594  | 12 | Deion Branch    | 2347 | 22 | Jaxon Smith-Njigba | 1758 |
| 3                                     | Brian Blades    | 7620  | 13 | Sherman Smith   | 2342 | 23 | Nate Burleson      | 1758 |
| 4                                     | Doug Baldwin    | 6563  | 14 | Mike Pritchard  | 2288 | 24 | Itula Mili         | 1743 |
| 5                                     | Darrell Jackson | 6445  | 15 | Golden Tate     | 2195 | 25 | Sean Dawkins       | 1723 |
| 6                                     | D.K. Metcalf    | 6324  | 16 | Jermaine Kearse | 2109 | 26 | Christian Fauria   | 1683 |
| 7                                     | Bobby Engram    | 4859  | 17 | Jimmy Graham    | 2048 | 27 | John Carlson       | 1519 |
| 8                                     | Joey Galloway   | 4457  | 18 | Tommy Kane      | 2034 | 28 | Shaun Alexander    | 1511 |
| 9                                     | John Williams   | 4151  | 19 | Dan Doornink    | 1940 | 29 | Ricky Watters      | 1480 |
| 10                                    | Koren Robinson  | 3567  | 20 | Paul Skansi     | 1911 | 30 | Kelvin Martin      | 1479 |

## La squadra
| Roster dei Seattle Seahawks |
| --- |
| Quarterback - 14 Sam Darnold - 15 Jaren Hall - -- Jalen Milroe - 6 Drew Lock Running Back - 26 Zach Charbonnet - 36 George Holani - -- Damien Martinez - 25 Kenny McIntosh - 9 Kenneth Walker III - 38 Brady Russell FB - -- Robbie Ouzts FB Wide Receiver - 19 Jake Bobo - 85 River Cracraft - -- Tory Horton - 10 Cooper Kupp - 17 John Rhys Plumlee - 84 Steven Sims - 11 Jaxon Smith-Njigba - 1 Marquez Valdes-Scantling - 82 Cody White - -- Ricky White - 83 Dareke Young Tight End - -- Elijah Arroyo - 88 AJ Barner - 87 Noah Fant - 81 Eric Saubert Offensive Linemen - 70 Malaesala Aumavae–Laulu G - 75 Anthony Bradford RG - -- Bryce Cabeldue LT - 67 Charles Cross LT - 64 Christian Haynes RG - 65 Michael Jerrell RT - 74 Josh Jones LT - 63 Sataoa Laumea LG - 72 Abraham Lucas RT - 60 Mike Novitsky C - 55 Olusegun Oluwatimi C - -- Mason Richman RT - 61 Jalen Sundell C - -- Grey Zabel G Defensive Linemen - 92 Quinton Bohanna DT - 0 DeMarcus Lawrence DE - -- Rylie Mills DE - 94 Mike Morris DE - 91 Byron Murphy II DT - 95 Brandon Pili NT - 90 Jarran Reed NT - 99 Leonard Williams DE Linebacker - 46 Michael Dowell ILB - 58 Derick Hall OLB - 13 Ernest Jones ILB - 48 Tyrice Knight ILB - 53 Boye Mafe OLB - 7 Uchenna Nwosu OLB - 52 Patrick O'Connell ILB - 77 Kenneth Odumegwu OLB - 47 Josh Ross ILB - 44 Jamie Sheriff OLB - 59 Tyreke Smith OLB - 42 Drake Thomas ILB Defensive Back - 23 D'Anthony Bell FS - 8 Coby Bryant FS - -- Nick Emmanwori SS - 30 A.J. Finley SS - 33 Tyler Hall CB - 34 Shemar Jean-Charles CB - 29 Josh Jobe CB - 20 Julian Love FS - 39 Ty Okada FS - 28 Nehemiah Pritchett CB - 32 Jerrick Reed II FS - 37 Damarion Williams CB - 21 Devon Witherspoon CB - 35 JT Woods CB - 27 Riq Woolen CB Special Team - 4 Michael Dickson P - 5 Jason Myers K - 41 Chris Stoll LS Roster aggiornato al 28 aprile 2025 67 attivi |
| Legenda - I rookie sono in corsivo. - Il primo ruolo è il principale mentre gli eventuali successivi indicano i ruoli secondari. - (IR) sta per Injured Reserve ed indica la lista ristretta per un solo giocatore infortunato che può tornare ad allenarsi dopo la settimana 6 e a rientrare in prima squadra dopo che questa ha giocato 8 partite. - (NF-Inj.) / (NF-Ill.) stanno rispettivamente per Non-Football Injured e Non-Football Illness ed indicano le liste dove viene inserito un giocatore che ha un infortunio o una malattia non dipendente dal football americano. - (PUP) sta per Physically Unable to Perform ed indica la lista dove viene inserito un giocatore mentre è in attesa di recuperare la condizione fisica. Nella stagione regolare dopo la sesta partita giocata dalla propria squadra, il giocatore ha tempo tre settimane per riprendere ad allenarsi, più tre settimane aggiuntive dal suo rientro agli allenamenti per rientrare in prima squadra. |

## Lo staff
| Staff dei Seattle Seahawks |
| --- |
| Organi dirigenziali - Proprietà – Fondo di Paul Allen - Chairwoman – Jody Allen - Vice chairman – Bert Kolde - Presidente – Chuck Arnold - Presidente delle operazioni del football/general manager – John Schneider - Assistente general manager – Nolan Teasley - Vice presidente dell'amministrazione del football – Matt Thomas - Vice presidente del personale dei giocatori – Trent Kirchner - Direttore senior del personale dei giocatori – Matt Berry - Direttore degli osservatori del college – Aaron Hineline - Direttore degli osservatori dei professionisti – Willie Schneider - Assistente del direttore degli osservatori del college – Jason Barnes - Assistente del direttore del personale professionistico - D.J. Hord Capo allenatore - Capo-allenatore – Mike Macdonald - Assistente capo-allenatore - Leslie Frazier Altri allenatori - Prepararatore atletico – Ivan Lewis - Assistente p.a. – Thomas Garcia - Assistente p.a. – Mark Philipp - Assistente p.a. – Grant Steen - Assistente p.a. – Danny Van Dijk - Assistente p.a. – Jamie Yanchar Allenatori dell'attacco - Coordinatore offensivo – Klint Kubiak - Coordinatore gioco sui passaggi – Jake Peetz - Quarterback – Charles London - Running back – Kennedy Polamalu - Wide receiver – Frisman Jackson - Tight end – Vacante - Offensive line – Scott Huff Allenatori della difesa - Coordinatore difensivo – Aden Durde - Defensive line – Vacante - Outside linebacker – Vacante - Inside linebacker – Kirk Olivadotti - Coordinatore difensivo gioco sui passaggi/defensive back – Karl Scott Allenatori dello special team - Coordinatore special team – Jay Harbaugh - Assistente special team – Devin Fitzsimmons |

## Proprietari
- Famiglia Nordstrom (1975-1988)
- Ken Behring e Ken Hofmann (1988-1996)
- Paul Allen (1997-presente)

## Allenatori

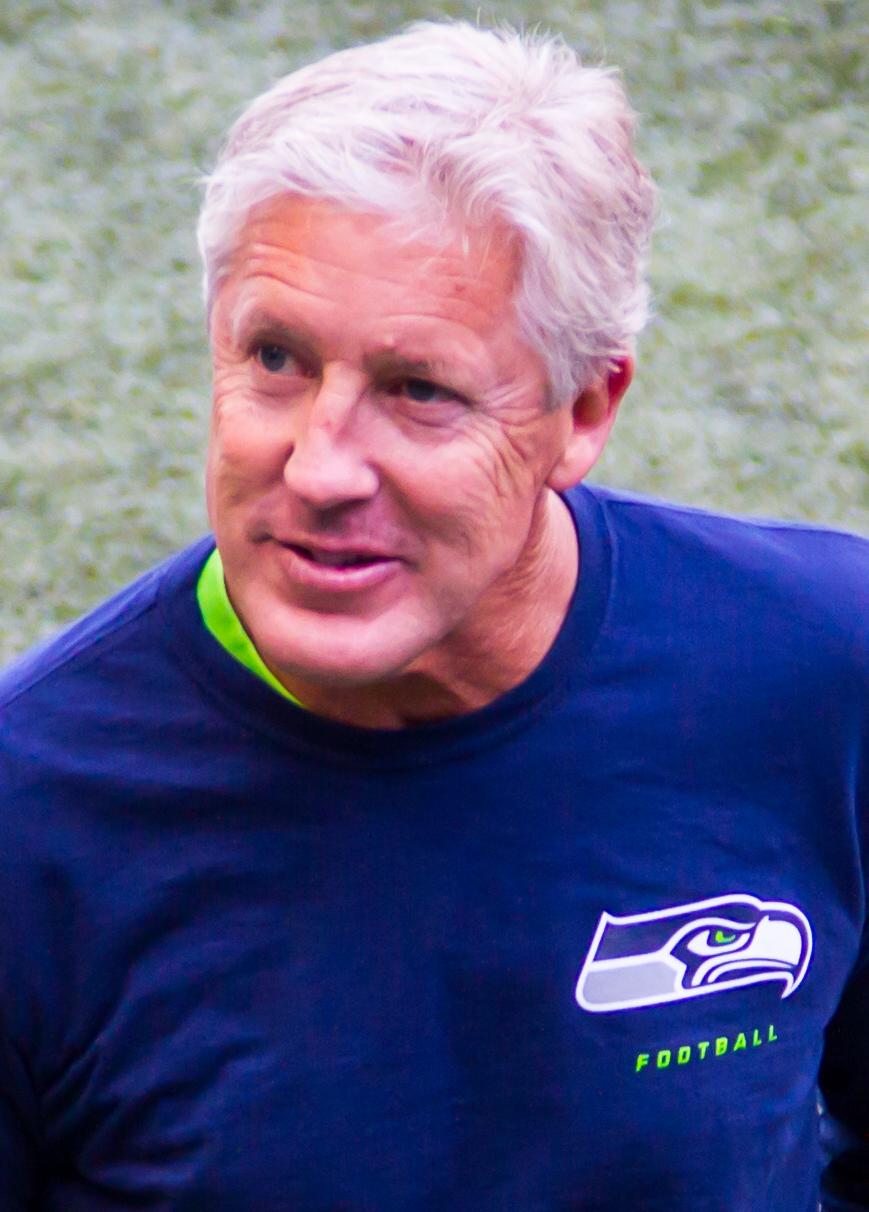
Pete Carroll, l'allenatore più vincente nella storia del club

| # | Nome            | Periodo       | Stagione regolare | Stagione regolare | Stagione regolare | Stagione regolare | Stagione regolare | Playoff | Playoff | Playoff | Playoff |
| # | Nome            | Periodo       | GG                | V                 | S                 | P                 | %                 | GG      | V       | S       | %       |
| - | --------------- | ------------- | ----------------- | ----------------- | ----------------- | ----------------- | ----------------- | ------- | ------- | ------- | ------- |
| 1 | Jack Patera     | 1976-1982     | 94                | 35                | 59                | 0                 | .372              | —       |         |         |         |
| 2 | Mike McCormack  | 1982          | 7                 | 4                 | 3                 | 0                 | .571              | —       |         |         |         |
| 3 | Chuck Knox      | 1983-1991     | 143               | 80                | 63                | 0                 | .559              | 7       | 3       | 4       | .429    |
| 4 | Tom Flores      | 1991-1994     | 48                | 14                | 34                | 0                 | .292              | —       |         |         |         |
| 5 | Dennis Erickson | 1995-1998     | 64                | 31                | 33                | 0                 | .484              | —       |         |         |         |
| 6 | Mike Holmgren   | 1999-2008     | 160               | 86                | 74                | 0                 | .538              | 10      | 4       | 6       | .400    |
| 7 | Jim L. Mora     | 2009          | 16                | 5                 | 11                | 0                 | .313              | —       |         |         |         |
| 8 | Pete Carroll    | 2010-2023     | 227               | 137               | 89                | 1                 | .606              | 19      | 10      | 9       | .526    |
| 9 | Mike Macdonald  | 2024-presente | 17                | 10                | 7                 | 0                 | .588              | —       |         |         |         |